# Liparis dubius
Espèce
Liparis dubius est une espèce de poissons de la famille des Liparidae (les « limaces de mer »).

## Répartition
Liparis dubius se rencontre dans le Nord-Ouest du Pacifique, au Japon, et dans la mer d'Okhotsk et ce jusqu'à une profondeur maximale de 60 m.